# Krzysztof Machaczka
Krzysztof Józef Machaczka (ur. 6 stycznia 1975 w Krakowie) – polski ekonomista, doktor habilitowany nauk społecznych w dyscyplinie nauki o zarządzaniu i jakości, Wydziału Ekonomii i Stosunków Międzynarodowych Uniwersytetu Ekonomicznego w Krakowie. Od września 2020 roku, pełni funkcję Dyrektora Departamentu Marki i Komunikacji Uniwersytetu Ekonomicznego w Krakowie.

## Życiorys
Absolwent ekonomii Akademii Ekonomicznej w Krakowie (1999 rok). Na tejże uczelni, w roku 2005 uzyskał doktorat, a w roku 2019 uzyskał stopień dr. hab. nauk społecznych w dyscyplinie nauki o zarządzaniu i jakości. Od roku 2012 jest pracownikiem naukowo-dydaktycznym w Katedrze Zarządzania Międzynarodowego (należącej od 2019 roku do Instytutu Zarządzania Uniwersytetu Ekonomicznego w Krakowie).
Jest członkiem Polskiego Towarzystwa Ekonomicznego i Stowarzyszenia Wspierania Edukacji i Rodziny STERNIK (od 2009 roku). Od roku 2012 jest członkiem zarządu Fundacji Kacpra Melchiora i Baltazara, formalnego organizatora Orszaku Trzech Króli w Krakowie.

## Życie osobiste
Jest synem ekonomisty, prof. Józefa Machaczki.

## Publikacje[5]

### Rozdziały w monografiach
1. Organizacja przedsiębiorcza – optymalna konfiguracja rozwojowa, [w:] Przedsiębiorstwo wobec wyzwań przyszłości, KNOiZ PAN, Uniwersytet M. Kopernika, Toruń 1999, (współautor).
2. Uwarunkowania strategiczne w procesie wirtualizacji przedsiębiorstw, [w:] Strategie rozwoju współczesnych przedsiębiorstw, pod red. Z. Pierścionek, K. Poznańska, Katedra Zarządzania Strategicznego SGH w Warszawie, Warszawa 2000, (współautor).
3. Wykorzystanie struktur innowacyjnych w szczupłych organizacjach, [w:] Administracja, Zarządzanie i Handel Zagraniczny w warunkach integracji, pod redakcją Klemensa Budzowskiego, Wyd. Krakowskie Towarzystwo Edukacyjne Sp. z o.o., Kraków 2002, (współautor)
4. Formy przekształceń i prywatyzacji mienia komunalnego w gminach, [w:] Zarządzanie w sektorze publicznym, pod red. Barbary Kożuch, Wyd. Fundacja Współczesne Zarządzanie, Białystok 2003.
5. Mienie komunalne jako determinanta rozwoju gminy, [w:] Państwo, gospodarka, społeczeństwo, w integrującej się Europie, pod redakcją Klemensa Budzowskiego, Wyd. Krakowskie Towarzystwo Edukacyjne Sp. z o.o., Kraków 2003.
6. Wyzwania w procesach przekształceń strukturalno-własnościowych mienia komunalnego we współczesnym samorządzie gminnym, [w:] Zarządzanie sektorem publicznym i prywatnym w społeczeństwie informacyjnym – materiały konferencji naukowej pod red. L. Kozioła, Wyd. MWSE w Tarnowie, Tarnów 2005.
7. Ontogeneza organizacji, [w:] Nowoczesne zarządzanie – koncepcje i instrumenty, pod red. M. Trockiego i S. Grzelczyka, Oficyna wydawnicza SGH w Warszawie,  Warszawa 2006, (współautor).
8. Kształtowanie modelu rynkowego w sektorze komunalnym, [w:] Zarządzanie przedsiębiorstwem – teoria i praktyka, pod red.: J.T. Duda, W. Waszkielewicz, Uczelniane Wydawnictwo Naukowo – Dydaktyczne AGH, Kraków 2006.
9. Dynamika procesów przekształceniowych podmiotów gospodarczych sektora komunalnego w gminach województwa małopolskiego, [w:] Zeszyt Naukowy Instytutu Ekonomicznego PWSZ w Nowym Sączu, pod redakcją K. Surówki, Wyd. PWSZ Nowy Sącz  2007.
10. Cel korporacji – paradoks zyskowności czy odpowiedzialności, [w:] Rola nadzoru korporacyjnego w kreowaniu wartości przedsiębiorstwa, pod redakcją S. Rudolfa, Wyd. Uniwersytetu Łódzkiego, Łódź 2008.
11. Modele organizacyjne rozwoju przedsiębiorstwa, [w:] Strategie przedsiębiorstw w otoczeniu globalnym, pod redakcją Z. Dworzecki, M. Romanowska, Oficyna Wydawnicza SGH w Warszawie, Warszawa 2008.
12. Struktury organizacyjne w zarządzaniu wiedzą, [w:] Zarządzanie organizacjami w gospodarce opartej na wiedzy – Wyzwania strategiczne wobec organizacji, pod redakcją M.J. Stankiewicza, Wydawnictwo Dom Organizatora, Toruń 2008, (współautor).
13. Cykl zarządzania jako narzędzie kształtowania strategii organizacyjnej rozwoju sektora komunalnego, [w:] Polska gospodarka pierwszej dekady XXI wieku, pod red. M. Reichela, Wydawnictwo Państwowej Wyższej Szkoły Zawodowej w Nowym Sączu, Nowy Sącz 2009.
14. Nowe tendencje w zarządzaniu przedsiębiorstwami w erze informatycznej i globalizacji, [w:] Aspekty inżynierii produkcji, pod red. P. Łebkowskiego, Wydawnictwa AGH, Kraków 2010 (współautor).
15. Rozwój jako integracja strategii, struktury i kultury organizacyjnej, [w:] Koncepcje i Metody zarządzania strategicznego oraz nadzoru korporacyjnego – Doświadczenia i wyzwania, pod red. A. Zakrzewska-Bielawska, Wydawnictwo C.H. Beck, Warszawa 2010, (współautor).
16. Wykorzystanie modelu Greinera – Lepparda w diagnostyce rozowju przedsiębiorstwa, [w:] Zarządzanie rozwojem małych i średnich przedsiębiorstw, pod red. S. Lachiewicz, M. Matejun, Oficyna Wolters Kluwer business, Warszawa 2011 (współautor).
17. Consistency of the system of values as an element of competence in the field of management of the strategic dimension of a company., [w:] Management Sciences in Kazakhstan and in Poland at the Beginning of the 21st Century. Perspectived of Development and Cooperation, Kraków – Astana 2012, s. 301-316.
18. Zarządzanie strategiczne w małej i średniej firmie, [w:] Przedsiębiorczość i zarządzanie małymi i średnim przedsiębiorstwem, Jan Targalski (red.), Wyd. Dyfin SA, Warszawa 2014.
19. Współczesne koncepcje struktur organizacyjnych, [w:] Determinanty konkurencyjności współczesnych organizacji, pod red: J. Machaczka, Wydawnictwo Uniwersytetu Ekonomicznego w Krakowie, Kraków 2014, (współautor).
20. Genetic Codification of the System as an Element of Strategic Adaptation and Renewal Capacity of a Company, [w:] Management Science in Transition Period in Moldova and Poland. Processes and Structure in the Time of Destabilization, scientific editors: J. Teczke, P. Buła V. Grosu, Wyd. International Management Foundation, Cracow University of Economics Cracow – Chisinau 2014.
21. The Concept of Outsourcing Organization as an Alternative to Modelling a Contemporary Company, [w:] Management Science during Destabilization: Global Perspective, scientific editors: T. Chachibaia, H. Łyszczarz, A. Żak, International Management Foundation Cracow University of Economics, Cracow – Tbilisi 2015.
22. Impact of Development of Organization's Strategic Competencies and Company's Survival and Development Ability, [w:] Risks and Opportunities – in Search of Equilibrium, scientific editors: P. Buła, J. Teczke, International Management Foundation, Cracow University of Economics, Cracow – Sankt Petersburg 2016.

### Artykuły naukowe
1. Wybrane zagadnienia marketingu usług bankowych, [w:] Zeszyty Naukowe Akademii Ekonomicznej w Krakowie, nr 531, Prace z zakresu przedsiębiorczości i innowacji,  Kraków 1999, (współautor).
2. Strategia rozwoju Narodowego Funduszu Inwestycyjnego Piast – próba analizy i oceny, [w:] Zeszyty Naukowe Akademii Ekonomicznej w Krakowie, nr 567, Prace z zakresu zarządzania strategicznego, Kraków 2001.
3. Analiza strategiczna w zarządzaniu rozwojem firmy, [w:] Zeszyty Naukowe Akademii Ekonomicznej w Krakowie, nr 592, Prace z zakresu zarządzania strategicznego, Kraków 2002.
4. Rola struktury organizacyjnej w zarządzaniu innowacjami, [w:] Zeszyty Naukowe Akademii Ekonomicznej w Krakowie, nr 592, Prace z zakresu zarządzania strategicznego, Kraków 2002, (współautor).
5. Diagnozowanie pozycji konkurencyjnej przedsiębiorstwa, [w:] Zeszyty Naukowe Akademii Ekonomicznej w Krakowie, nr 613, Prace z zakresu zarządzania strategicznego, Kraków 2003.
6. Znaczenie kultury organizacyjnej w kształtowaniu pozycji konkurencyjnej przedsiębiorstwa, [w:] Zeszyty Naukowe Akademii Ekonomicznej w Krakowie, nr 673, Prace z zakresu organizacji i zarządzania, Kraków 2005, (współautor).
7. Uwarunkowania tworzenia modelu rynkowego w gospodarce komunalnej gmin – wyniki badań, [w:] Zeszyty Naukowe Uniwersytetu Ekonomicznego w Krakowie nr 766, Prace z zakresu organizacji i zarządzania, Wydawnictw UE w Krakowie,   Kraków 2007 .
8. Zastosowanie koncepcji genowej w kształtowaniu rozwoju organizacji opartych na wiedzy, [w:] Rynki przesyłu i przetwarzania informacji – stan obecny i perspektywy rozwoju, cz. II, Zeszyty Naukowe nr 544, Wyd. naukowe Uniwersytetu Szczecińskiego, Szczecin 2009, (współautor).
9. Zarządzanie informacją w małym przedsiębiorstwie a budowanie zdolności pokonywania kryzysu, [w:] Przedsiębiorstwo w warunkach kryzysu, pod red. J.Bieliński, R. Płoska, Prace i Materiały Wydziału Zarządzania Uniwersytetu Gdańskiego, Wyd. Wydział Zarządzania Uniwersytetu Gdańskiego i Fundacja Rozwoju Uniwersytetu Gdańskiego, Sopot 2009, (współautor).
10. Znaczenie Innowacji w rozwoju organizacji wirtualnych, [w:] Zeszyty naukowe Uniwersytetu Szczecińskiego nr 598 – Ekonomiczne problemy usług nr 58, Wydawnictwo Naukowe Uniwersytetu Szczecińskiego, Szczecin 2010.
11. Problem odnowy strategicznej w okresie kryzysu organizacji, [w:] Dylematy Kreowania Wartości Przedsiębiorstw w okresie wychodzenia z Kryzysu, Prace i Materiały Wydziału Zarządzania Uniwersytetu Gdańskiego nr 4/2 2010, Wyd. Wydział Zarządzania Uniwersytetu Gdańskiego, Fundacja Rozwoju Uniwersytetu Gdańskiego, Sopot 2010.
12. Rozwój organizacji opartych na wiedzy w aspekcie zmian systemów zarządzania, [w:] Zeszyty naukowe Uniwersytetu Szczecińskiego nr 651 – Ekonomiczne problemy usług nr 68, Wydawnictwo Naukowe Uniwersytetu Szczecińskiego, Szczecin 2011.
13. Współczesne kierunki rozwoju zintegrowanych modeli zarządzania przedsiębiorstwem, [w:] Zarządzanie wartością przedsiębiorstwa, Prace i Materiały Wydziału Zarządzania Uniwersytetu Gdańskiego nr 4/6 2011, Wyd. Wydział Zarządzania Uniwersytetu Gdańskiego, Fundacja Rozwoju Uniwersytetu Gdańskiego, Sopot 2011.
14. Model DNA jako koncepcja zarządzania organizacją, Studia i Prace Wydziału Ekonomii i Stosunków Międzynarodowych, nr 3, Wydawnictwo Uniwersytetu Ekonomicznego w Krakowie, Kraków 2011 (współautor).
15. Znaczenie miękkiego zarządzania w implementacji szczupłej organizacji, [w:] Zeszyty naukowe Uniwersytetu Szczecińskiego nr 702 – Ekonomiczne problemy usług nr 87, Wydawnictwo Naukowe Uniwersytetu Szczecińskiego, Szczecin 2012.
16. Uświadomiona wizja organizacji jako kluczowy element zdolności rekonfiguracji strategicznej przedsiębiorstwa, w: Zmiana warunkiem sukcesu. Doskonałość w kształtowaniu konkurencyjności przedsiębiorstw, Prace Naukowe Uniwersytetu Ekonomicznego we Wrocławiu nr 359, Wyd. Uniwersytetu Ekonomicznego we Wrocławiu, Wrocław 2014.

### Publikowane recenzje prac naukowo-badawczych
Omówienie książki Francisa J. Gouillart’a, Jamesa N. Kelly’ego Transforming The Organization. Reframing Corporate Direction. Restructuring The Company, Revitalizing The Enterprise. Renewing People, Przegląd Organizacji, luty 2000.

## Działalność organizatorska

### Aktualnie pełnione funkcje
1. Dyrektor Departamentu Marki i Komunikacji Uniwersytetu Ekonomicznego w Krakowie (wrzesień 2019 roku – nadal).
2. Członek Rady Dyscypliny Nauki o Zarządzaniu i Jakości Uniwersytetu Ekonomicznego w Krakowie (od 2019 roku – nadal).
3. Członek Komitetu Organizacyjnego, Dyrektor Biura Festiwalowego – pełnomocnik Rektora UEK Festiwalu Nauki i Sztuki w Krakowie (lipiec 2018 roku – nadal).
4. Członek Zarządu Stowarzyszenia Absolwentów UEK (luty 2018 roku – nadal).
5. Przewodniczący Zarządu Międzyuczelnianego Związku Zawodowego Pracowników Nauki (wrzesień 2014 roku – nadal).

### Wybrane funkcje pełnione w przeszłości
1. Członek Senatu Uniwersytetu Ekonomicznego w Krakowie (wrzesień 2016 roku – 2020 roku).
2. Dyrektor Kancelarii Rektora Uniwersytetu Ekonomicznego w Krakowie – Pełnomocnik Rektora UEK (wrzesień 2016 roku – sierpień 2020 roku)
3. Członek Rady Wydziału Ekonomii i Stosunków Międzynarodowych (2010 – 2019).
4. Członek Komisji Senackiej ds. Rozwoju Kadr Naukowych (wrzesień 2014 roku –  sierpień 2016 roku).

## Nagrody i wyróżnienia
- 2006 – Nagroda Rektora Akademii Ekonomicznej w Krakowie, II stopnia za indywidualne osiągnięcia w dziedzinie naukowej w roku 2005.
- 2009 – Medal Brązowy za Długoletnią Służbę nadany przez Prezydenta Rzeczypospolitej Polskiej.
- 2011 – Nagroda Rektora Uniwersytetu Ekonomicznego w Krakowie, III stopnia za indywidualne osiągnięcia w dziedzinie naukowej w roku 2010.
- 2012 – Nagroda Rektora Uniwersytetu Ekonomicznego w Krakowie, III stopnia za indywidualne osiągnięcia w dziedzinie naukowej w roku 2011.
- 2015 – Nagroda Rektora Uniwersytetu Ekonomicznego w Krakowie, II stopnia za indywidualne osiągnięcia w dziedzinie naukowej w roku 2014.
- 2015 – Nagroda Rektora Uniwersytetu Ekonomicznego w Krakowie, III stopnia za zespołowe osiągnięcia w dziedzinie naukowej w roku 2014.
- 2015 – Nagroda Rektora Uniwersytetu Ekonomicznego w Krakowie, II stopnia za zespołowe osiągnięcia w dziedzinie dydaktycznej w roku 2014.
- 2016 – Nagroda Rektora Uniwersytetu Ekonomicznego w Krakowie, II stopnia za zespołowe osiągnięcia w organizacyjne w roku 2015.
- 2018 – Nagroda Akademii Ignatianum w Krakowie (Wydział Pedagogiczny, Redakcja kwartalnika naukowego Horyzonty Wychowania oraz  Horyzonty Polityki) – Dyplom w podziękowaniu za krzewienie zasad etyki chrześcijańskiej w szkolnictwie wyższym, zwłaszcza społecznej odpowiedzialności względem studentów, promowanie nauki oraz w uznaniu zasług za aktywne propagowanie edukacji dla przedsiębiorczości, a także współpracę z kwartalnikami naukowymi Horyzonty Wychowania oraz  Horyzonty Polityki.
- 2018 – Medal Komisji Edukacji Narodowej.
- 2018 – Nagroda Rektora Uniwersytetu Ekonomicznego w Krakowie, I stopnia za indywidualne osiągnięcia organizacyjne w roku 2017.
- 2018 – Nagroda Rektora Uniwersytetu Ekonomicznego w Krakowie, II stopnia za zespołowe osiągnięcia organizacyjne w roku 2017.
- 2020 – Medal Srebrny za Długoletnią Służbę nadany przez Prezydenta Rzeczypospolitej Polskiej.